# Bahnhistorischer Verein Solothurn-Bern

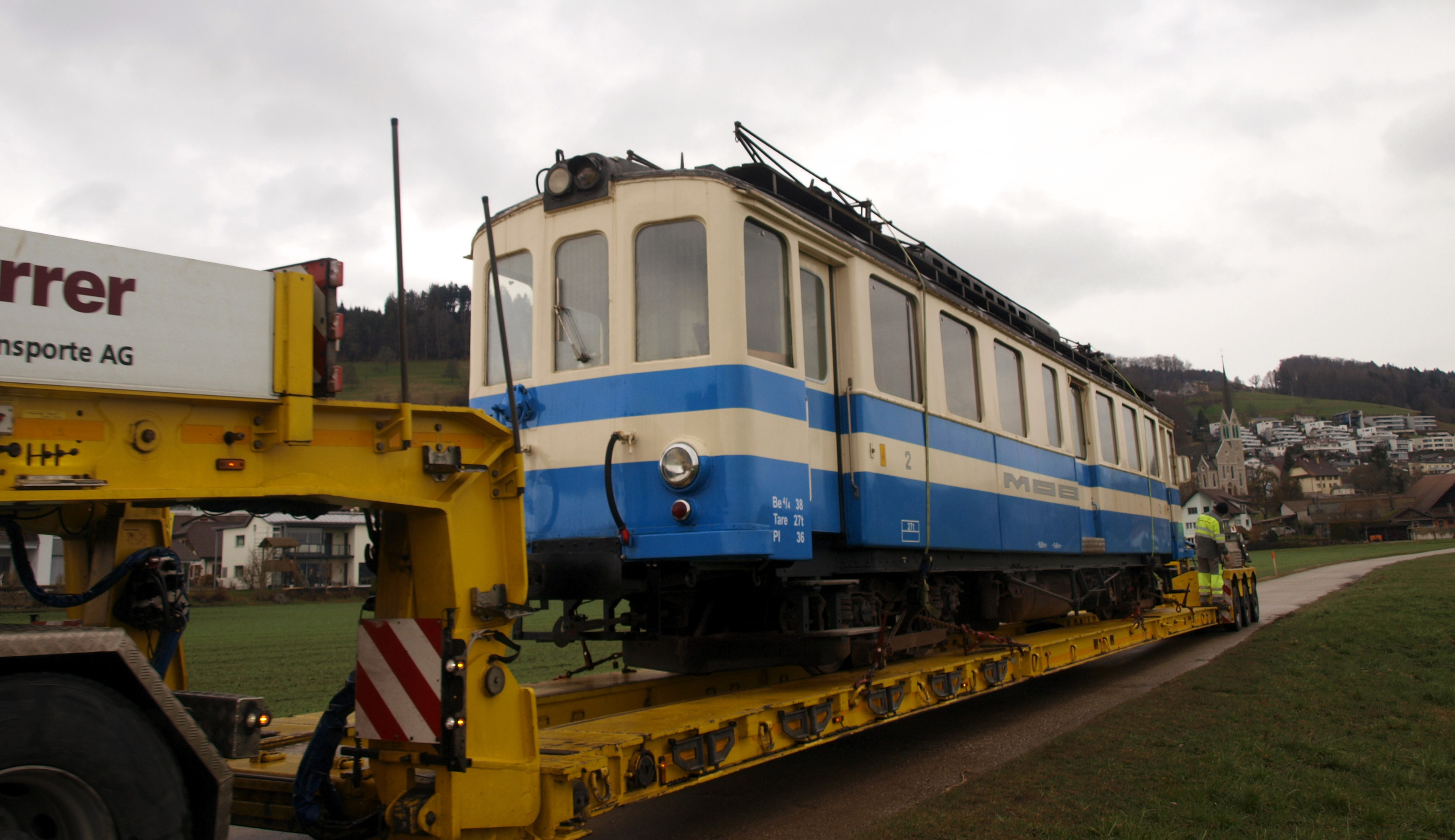
Überführung des BDe 4/4 38 nach Egolzwil im März 2017.

Der Bahnhistorische Verein Solothurn-Bern, abgekürzt BVSB, ist ein Verein mit Sitz in der Stadt Bern in der Schweiz. Der Verein bezweckt den Erhalt, von historischen Eisenbahnfahrzeugen aus den Kantonen Bern und Solothurn mit Schwerpunkt auf den meterspurigen Fahrzeugen des Regionalverkehr Bern–Solothurn, abgekürzt RBS, und dessen Vorgängergesellschaften.
Der Verein entstand im Jahre 2016 im Vorfeld der Entstehung der Stiftung BERNMOBIL historique, weil der Tramverein Bern, abgekürzt TVB, aus finanziellen Gründen seine Fahrzeuge abgeben musste. Der Bahnhistorische Verein Solothurn-Bern übernahm bei seiner Gründung vier Eisenbahnfahrzeuge des Tramvereins Bern. Waren die Fahrzeuge bei der Gründung des Vereins in einer Halle in Aarberg eingestellt, wurden diese wegen Eigenbedarf des neuen Halleneigentümers in Aarberg im März 2017 in eine Halle nach Egolzwil im Kanton Luzern überführt. Mit Stand 2019 bestrebt der Verein, den RBS Gem 4/4 121, den ehemaligen BZB Fe 4/4, zu übernehmen.

## Fahrzeuge
| Ursprünglicher Eigentümer | Beschreibung | Bezeichnung und Nummer | Baujahr | Hersteller | Ziel                 | Bemerkungen                                                                                   |
| ------------------------- | ------------ | ---------------------- | ------- | ---------- | -------------------- | --------------------------------------------------------------------------------------------- |
| SZB                       | Motorwagen   | BDe 4/4 6              | 1950    | SWS/MFO    | Museale Aufarbeitung | ursprünglich bis 1956 SZB BCFe 4/4 6.                                                         |
| SZB                       | Steuerwagen  | Bt 222                 | 1954    | SWS/MFO    | Besitz               | Ehemals SZB Bt 82, ursprünglich bis 1956 Ct 82.                                               |
| VBW                       | Motorwagen   | BDe 4/4 38             | 1913    | SIG/MFO    | Besitz               | Nicht zu verwechseln mit dem gleichartigen Triebwagen BDe 4/4 36 des Vereins Ds Blaue Bähnli. |

## Ehemalige Fahrzeuge
| Ursprünglicher Eigentümer | Beschreibung | Bezeichnung und Nummer | Baujahr | Hersteller | Ehemaliges Ziel                  | Bemerkungen |
| ------------------------- | ------------ | ---------------------- | ------- | ---------- | -------------------------------- | --- |
| MOB                       | Motorwagen   | BCFe 4/4 16            | 1905    | SIG/Alioth | Abgabe an geeignete Organisation | Nicht zu verwechseln mit dem gleichartigen Triebwagen BDe 4/4 11 der Museumsbahn Blonay–Chamby. 1993 Übernahme durch den ehemaligen Verein Aktion pro MOB 16 / ESZ 3, 1996–2016 beim Tramverein Bern. Seit 2016 beim BVSB, 2020 Abbruch |

## Erhalt

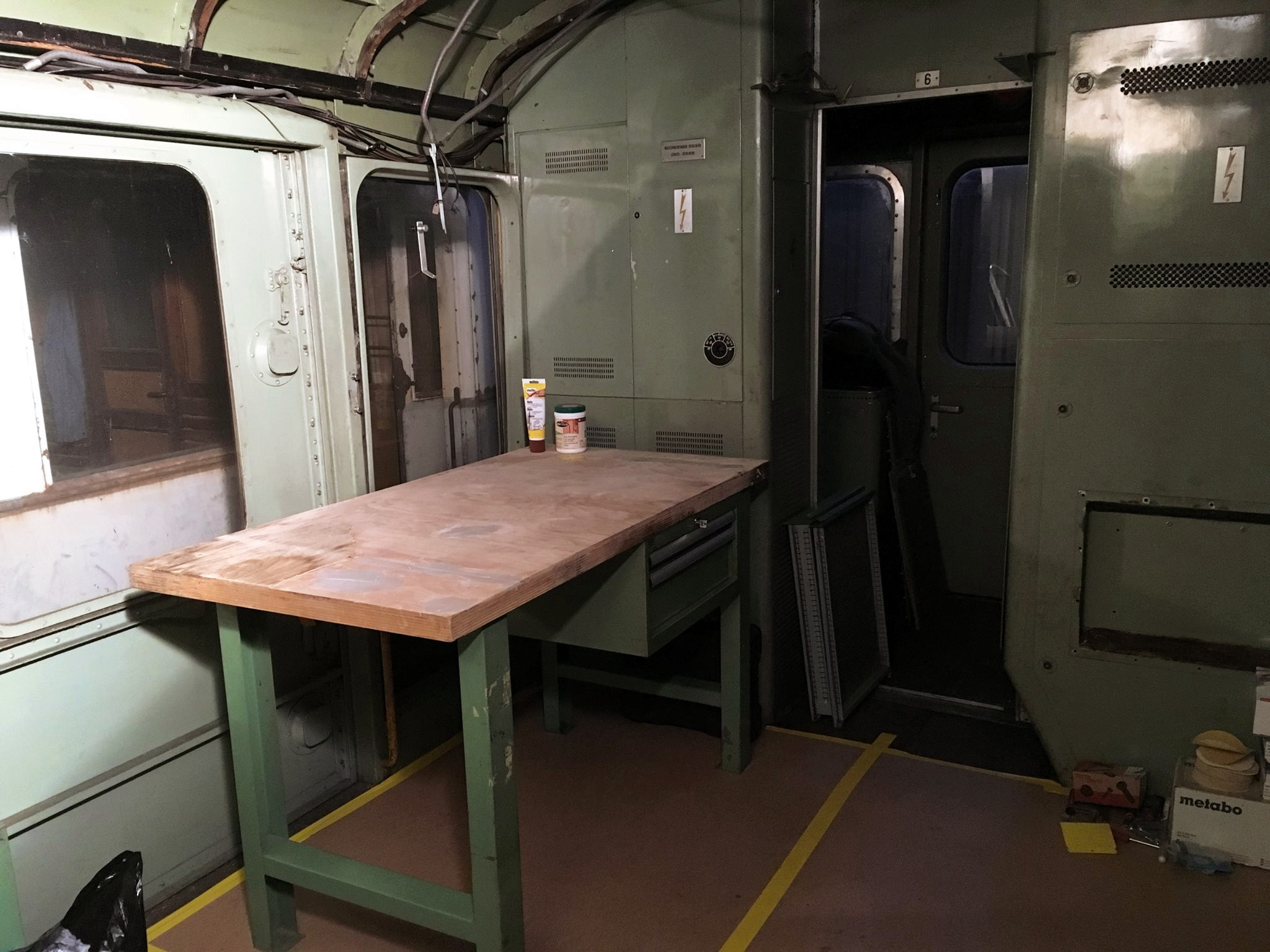
Im Gepäckabteil des BDe 4/4 6 wurde eine Werkstatt eingerichtet.

Primäres Arbeitsziel des Bahnhistorischen Vereins Solothurn-Bern ist die museumsfähige Aufarbeitung des BDe 4/4 6. Dafür veranstaltet der Verein mit Stand 2019 Arbeitstage in der Halle in Egolzwil. Diese Arbeitstage finden üblicherweise an einem Samstag statt.

## Betrieb (öffentliche Anlässe)
Den ersten Anlass führte der Bahnhistorische Verein Solothurn-Bern 2017 an der Solothurner Kulturnacht durch. Zwischen 17 und 22 Uhr wurden mit dem CFe 4/4 11 des Regionalverkehr Bern Solothurn halbstündliche Fahrten von Solothurn nach Lohn-Lüterkofen und zurück angeboten. 233 Personen nahmen dieses Angebot in Anspruch. Am Gleis 10 des Solothurner Hauptbahnhofes wurde zudem im Bre 4/4 1 "Pendler Pintli" ein Buffetservice angeboten. Mit der Unterstützung des RBS konnten zudem Führungen durch das Depot Solothurn angeboten werden. Diese wurden von gegen 70 Personen besucht.